# Skeleton ai XXIV Giochi olimpici invernali
Le gare di skeleton ai XXIV Giochi olimpici invernali di Pechino  in Cina si sono svolte dal 10 al 12 febbraio 2022 sulla pista del National Sliding Centre nella Contea di Yanqing.

## Calendario
| Skeleton ai XXIV Giochi olimpici invernali | Skeleton ai XXIV Giochi olimpici invernali | Skeleton ai XXIV Giochi olimpici invernali | Skeleton ai XXIV Giochi olimpici invernali | Skeleton ai XXIV Giochi olimpici invernali |
| Febbraio 2022                              | 10                                         | 11                                         | 12                                         | Totale                                     |
| ------------------------------------------ | ------------------------------------------ | ------------------------------------------ | ------------------------------------------ | ------------------------------------------ |
| Uomini                                     | 1ª e 2ª manche singolo                     | 3ª e 4ª manche singolo                     |                                            | 1                                          |
| Donne                                      |                                            | 1ª e 2ª manche singolo                     | 3ª e 4ª manche singolo                     | 1                                          |
| Totale                                     |                                            | 1                                          | 1                                          | 2                                          |

## Sede di gara

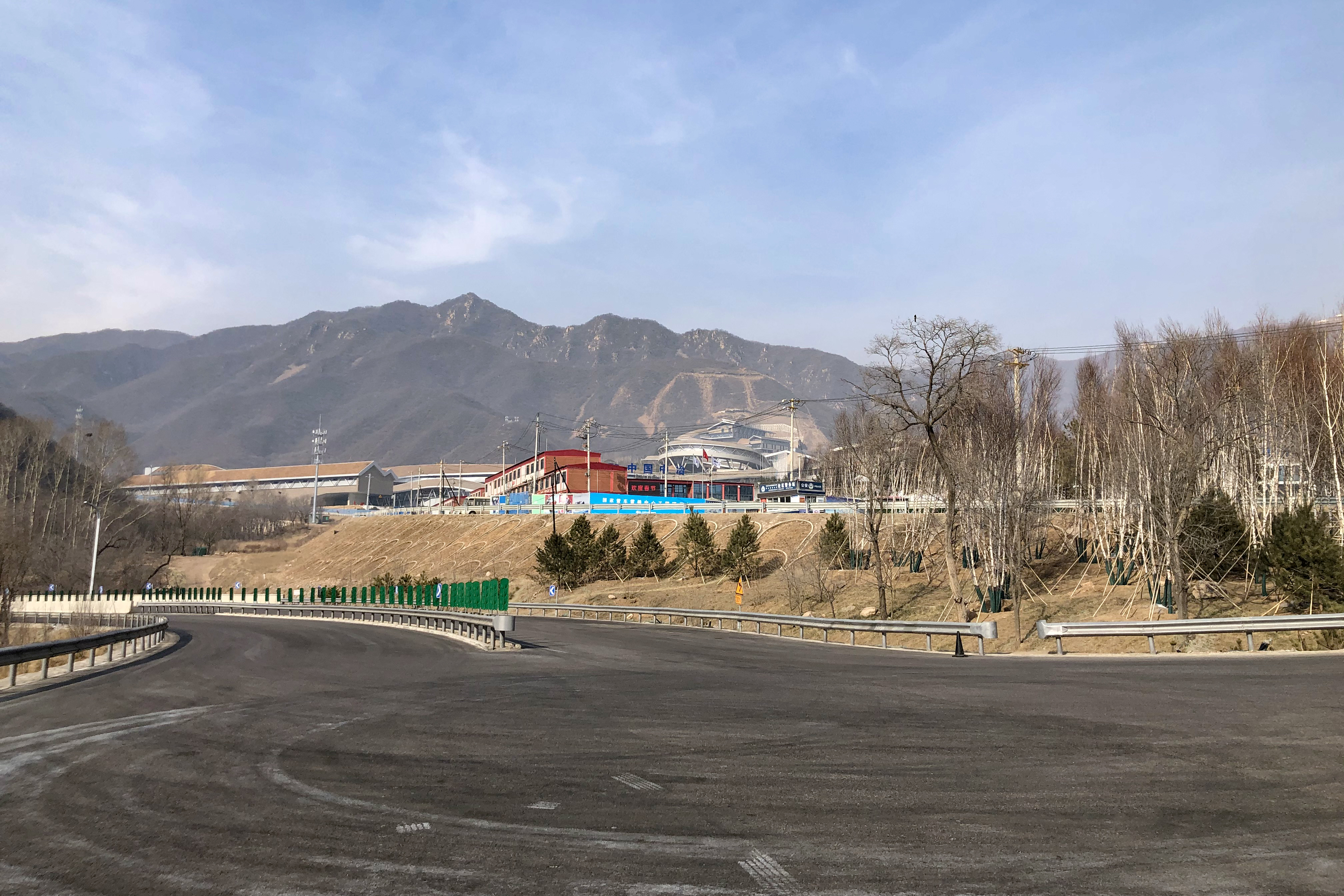
Il National Sliding Centre visto da lontano nel febbraio 2021.

Tutte le gare di skeleton si sono tenute al National Sliding Centre nell'area montana di Xiaohaituo nella contea di Yanqing, a 74 chilometri nord-ovest di Pechino. L'impianto può ospitare fino a 10 000 spettatori, 2 000 con posti a sedere e i restanti 8 000 in piedi. La pista che è stata usata è lunga 1615 metri con una pendenza massima del 18% e 16 curve, delle quali una a 360 grandi che rende questo circuito unico al mondo nel suo genere.

## Partecipanti
Hanno preso parte alla competizione 50 skeletonisti in rappresentanza di 21 comitati olimpici nazionali. Samoa americane, Porto Rico e Isole Vergini hanno fatto il loro debutto sportivo nella specialità a questa edizione dei Giochi.
- Samoa Americane (1)
- Australia (2)
- Austria (3)
- Belgio (1)
- Brasile (1)
- Canada (3)
- Cina (4)
- Rep. Ceca (1)
- Germania (6)
- Gran Bretagna (4)
- Italia (3)
- Lettonia (3)
- Paesi Bassi (1)
- Porto Rico (1)
- ROC (6)
- Corea del Sud (3)
- Spagna (1)
- Svizzera (1)
- Ucraina (1)
- Stati Uniti (3)
- Isole Vergini Americane (1)

## Podi

### Donne
| Evento             | Oro          | Tempo   | Argento          | Tempo   | Bronzo        | Tempo   |
| Singolo (dettagli) | Hannah Neise | 4'07"62 | Jaclyn Narracott | 4'08"24 | Kimberley Bos | 4'08"46 |

### Uomini
| Evento             | Oro                  | Tempo   | Argento    | Tempo   | Bronzo      | Tempo   |
| Singolo (dettagli) | Christopher Grotheer | 4'01"01 | Axel Jungk | 4'01"67 | Yan Wengang | 4'01"77 |

## Medagliere
| Pos.   | Paese       | Oro | Argento | Bronzo | Totale |
| ------ | ----------- | --- | ------- | ------ | ------ |
| 1      | Germania    | 2   | 1       | 0      | 3      |
| 2      | Australia   | 0   | 1       | 0      | 1      |
| 3      | Cina        | 0   | 0       | 1      | 1      |
| 3      | Paesi Bassi | 0   | 0       | 1      | 1      |
| Totale | Totale      | 2   | 2       | 2      | 6      |